# Digora
Digora (russisch Дигора, ossetisch Дигорӕⓘ) ist eine Stadt in der nordkaukasischen Republik Nordossetien-Alanien mit 10.856 Einwohnern (Stand 14. Oktober 2010).

## Geografie
Die Stadt liegt am Nordrand des Großen Kaukasus, in der Ossetischen Ebene etwa 50 km nordwestlich der Republikhauptstadt Wladikawkas am Ursdon, einem linken Nebenfluss des Terek.
Digora ist Verwaltungszentrum des gleichnamigen Rajons.
Die Stadt ist Endpunkt einer 24 Kilometer Güteranschlussstrecke von der Station Darg-Koch der Eisenbahnstrecke Prochladny–Wladikawkas über die Nachbarstadt Ardon.

## Geschichte
Der Ort entstand 1852 als Dorf christianisierter Osseten zunächst unter dem Namen Wolno-Christianowski, später Nowochristianowskoje, dann Christianowskoje. 1934 erfolgte die Umbenennung in Digora, nach einer der Eigenbezeichnungen der Osseten, digoron. 1964 erhielt der Ort unter diesem Namen Stadtrecht.

### Bevölkerungsentwicklung
| Jahr | Einwohner |
| ---- | --------- |
| 1939 | 9.695     |
| 1959 | 8.352     |
| 1979 | 10.642    |
| 1989 | 10.875    |
| 2002 | 11.819    |
| 2010 | 10.856    |

Anmerkung: Volkszählungsdaten

## Wirtschaft
In Digora sind eine Fabrik für Kartonagen sowie verschiedene Betriebe der Lebensmittelindustrie angesiedelt. Die Stadt ist Zentrum eines Landwirtschaftsgebietes.

## Söhne und Töchter der Stadt
- Artur Wladimirowitsch Akojew (* 1966), Gewichtheber
- Alan Kasbekowitsch Gogajew (* 1990), Ringer
- Alan Taimurasowitsch Karajew (* 1977), Sumoringer